# Fontaniva
Fontaniva ist eine nordostitalienische Gemeinde (comune) mit 8069 Einwohnern (Stand 31. Dezember 2023) in der Provinz Padua in Venetien. Die Gemeinde liegt etwa 27 Kilometer nordwestlich von Padua und etwa 18 Kilometer nordöstlich von Vicenza an der Brenta. 

## Verkehr
Fontaniva liegt mit einem Bahnhof an der Bahnstrecke Vicenza-Treviso. 

## Gemeindepartnerschaften
Fontaniva unterhält seit 2005 Partnerschaften mit den türkischen Gemeinden Bartın und Amasra in der Schwarzmeerregion sowie seit 2010 mit der brasilianischen Gemeinde Nova Pádua im Bundesstaat Rio Grande do Sul.